# Zaporizke, Sînelnîkove
Zaporizke (în ucraineană Запорізьке) este un sat în comuna Hirkî din raionul Sînelnîkove, regiunea Dnipropetrovsk, Ucraina.

## Demografie
Componența lingvistică a localității Zaporizke
     Ucraineană (88,04%)
     Rusă (11,41%)
     Alte limbi (0,54%)
Conform recensământului din 2001, majoritatea populației localității Zaporizke era vorbitoare de ucraineană (88,04%), existând în minoritate și vorbitori de rusă (11,41%).